# Eilema predotae
Eilema predotae là một loài bướm đêm thuộc phân họ Arctiinae, họ Erebidae.